# Football League Cup 2005-2006
La Football League Cup 2005-2006, conosciuta anche con il nome di Carling Cup per motivi di sponsorizzazione, è stata la 46ª edizione del terzo torneo calcistico più importante del calcio inglese, la 40ª in finale unica. La manifestazione, ebbe inizio il 22 agosto 2005 e si concluse il 26 febbraio 2006 con la finale del Millennium Stadium di Cardiff, sede scelta per ospitare l'evento, in attesa della conclusione dei lavori di ristrutturazione del nuovo Wembley.
Il trofeo fu vinto dal Manchester United, che nell'atto conclusivo si impose sul Wigan Athletic con il punteggio di 4-0.

## Formula
La Football League Cup era riservata alle 20 squadre della Premier League e alle 72 della Football League. Ogni turno della competizione è composto da scontri ad eliminazione diretta, ad esclusione delle semifinali che si compongono di due match dove la squadra con il miglior risultato combinato accede in finale. Se al termine di ogni partita o se il risultato combinato delle semifinali è identico, vengono giocati i tempi supplementari. Se anche al termine dei tempi supplementari il punteggio è ancora in parità, si passa ai calci di rigore.
|                              | Squadre che entrano in questo turno                                                                    | Squadre qualificate dal turno precedente    |
| ---------------------------- | --- | ------------------------------------------- |
| Primo turno (72 squadre)     | - 24 squadre dalla Third Division - 24 squadre dalla Second Division - 24 squadre dalla First Division |                                             |
| Secondo turno (48 squadre)   | - 12 squadre dalla Premier League (non partecipanti alle competizioni europee)                         | - 36 squadre vincitrici del primo turno     |
| Terzo turno (32 squadre)     | - 8 squadre dalla Premier League (partecipanti alle competizioni europee)                              | - 24 squadre vincitrici del secondo turno   |
| Quarto turno (16 squadre)    | | - 16 squadre vincitrici del terzo turno     |
| Quarti di finale (8 squadre) | | - 8 squadre vincitrici del quarto turno     |
| Semifinali (4 squadre)       | | - 4 squadre vincitrici dei quarti di finale |
| Finale (2 squadre)           | | - 2 squadre vincitrici delle semifinali     |

## Primo Turno
| Squadra 1          | Risultato       | Squadra 2         |
| ------------------ | --------------- | ----------------- |
| 22 agosto 2005     |                 |                   |
| Southend Utd       | 0 - 3           | Southampton       |
| 23 agosto 2005     |                 |                   |
| Blackpool          | 2 - 1           | Hull City         |
| Bristol City       | 2 - 4           | Barnet            |
| Burnley            | 2 - 1           | Carlisle Utd      |
| Bury               | 0 - 3           | Leicester City    |
| Crystal Palace     | 3 - 0           | Walsall           |
| Cheltenham Town    | 5 - 0           | Brentford         |
| Gillingham         | 1 - 0           | Oxford Utd        |
| Hartlepool Utd     | 3 - 0           | Darlington        |
| Ipswich Town       | 0 - 2           | Yeovil Town       |
| Leeds Utd          | 2 - 0           | Oldham Athletic   |
| Leyton Orient      | 1 - 3           | Luton Town        |
| Lincoln City       | 5 - 1           | Crewe Alexandra   |
| MK Dons            | 0 - 1           | Norwich City      |
| Mansfield Town     | 1 - 0 (3-0 dcr) | Stoke City        |
| Millwall           | 2 - 0           | Bristol Rovers    |
| Northampton Town   | 3 - 0           | QPR               |
| Nottingham Forest  | 2 - 3           | Macclesfield Town |
| Plymouth           | 2 - 1           | Peterborough Utd  |
| Preston N.E.       | 1 - 1 (5-4 dcr) | Barnsley          |
| Reading            | 3 - 1           | Swansea City      |
| Rochdale           | 0 - 5           | Bradford City     |
| Rotherham Utd      | 3 - 1           | Port Vale         |
| Scunthorpe Utd     | 3 - 1           | Tranmere          |
| Sheffield Utd      | 1 - 0           | Boston Utd        |
| Shrewsbury Town    | 3 - 2           | Brighton          |
| Stockport County   | 2 - 4           | ' Sheffield Weds  |
| Swindon Town       | 1 - 3           | Wycombe           |
| Watford            | 3 - 1           | Notts County      |
| Wolverhampton      | 5 - 1           | Chester City      |
| Wrexham            | 0 - 1           | Doncaster         |
| 24 agosto 2005     |                 |                   |
| Chesterfield       | 2 - 4           | Huddersfield Town |
| Colchester Utd     | 0 - 2           | Cardiff City      |
| Derby County       | 0 - 1           | Grimsby Town      |
| Rushden & Diamonds | 0 - 3           | Coventry City     |
| Torquay Utd        | 0 - 0 (4-3 dcr) | Bournemouth       |

## Secondo Turno
| Squadra 1         | Risultato       | Squadra 2         |
| ----------------- | --------------- | ----------------- |
| 20 settembre 2005 |                 |                   |
| Barnet            | 2 - 1           | Plymouth          |
| Burnley           | 3 - 0           | Barnsley          |
| Crystal Palace    | 1 - 0           | Coventry City     |
| Cardiff City      | 2 - 1           | Macclesfield Town |
| Charlton          | 3 - 1           | Hartlepool Utd    |
| Gillingham        | 3 - 2           | Portsmouth        |
| Grimsby Town      | 1 - 0           | Tottenham         |
| Leicester City    | 2 - 1           | Blackpool         |
| Mansfield Town    | 1 - 0           | Southampton       |
| Norwich City      | 2 - 0           | Northampton Town  |
| Reading           | 1 - 0           | Luton Town        |
| Rotherham Utd     | 0 - 2           | Leeds Utd         |
| Scunthorpe Utd    | 0 - 2           | Birmingham City   |
| Sheffield Weds    | 2 - 4           | West Ham Utd      |
| Shrewsbury Town   | 0 - 0 (3-4 dcr) | Sheffield Utd     |
| Sunderland        | 1 - 0           | Cheltenham Town   |
| Watford           | 2 - 1           | Wolverhampton     |
| West Bromwich     | 4 - 1           | Bradford City     |
| Wigan             | 1 - 0           | Bournemouth       |
| Wycombe           | 3 - 8           | Aston Villa       |
| Yeovil Town       | 1 - 2           | Millwall          |
| 21 settembre 2005 |                 |                   |
| Blackburn         | 3 - 1           | Huddersfield Town |
| Doncaster         | 1 - 1 (3-0 dcr) | Manchester City   |
| Fulham            | 5 - 4           | Lincoln City      |

## Terzo Turno
| Squadra 1       | Risultato       | Squadra 2      |
| --------------- | --------------- | -------------- |
| 25 ottobre 2005 |                 |                |
| Aston Villa     | 1 - 0           | Burnley        |
| Blackburn       | 3 - 0           | Leeds Utd      |
| Crystal Palace  | 2 - 1           | Liverpool      |
| Doncaster       | 2 - 0           | Gillingham     |
| Fulham          | 2 - 3           | West Bromwich  |
| Mansfield Town  | 2 - 3           | Millwall       |
| Reading         | 2 - 0           | Sheffield Utd  |
| Sunderland      | 0 - 3           | Arsenal        |
| Wigan           | 3 - 0           | Watford        |
| 26 ottobre 2005 |                 |                |
| Birmingham City | 2 - 1           | Norwich City   |
| Bolton          | 1 - 0           | West Ham Utd   |
| Cardiff City    | 0 - 1           | Leicester City |
| Chelsea         | 1 - 1 (4-5 dcr) | Charlton       |
| Everton         | 0 - 1           | Middlesbrough  |
| Grimsby Town    | 0 - 1           | Newcastle Utd  |
| Manchester Utd  | 4 - 1           | Barnet         |

## Quarto Turno
| Squadra 1        | Risultato       | Squadra 2       |
| ---------------- | --------------- | --------------- |
| 29 novembre 2005 |                 |                 |
| Arsenal          | 3 - 0           | Reading         |
| Doncaster        | 3 - 0           | Aston Villa     |
| Millwall         | 2 - 2 (3-4 dcr) | Birmingham City |
| 30 novembre 2005 |                 |                 |
| Bolton           | 2 - 1 (dts)     | Leicester City  |
| Charlton         | 2 - 3           | Blackburn       |
| Manchester Utd   | 3 - 1           | West Bromwich   |
| Middlesbrough    | 2 - 1           | Crystal Palace  |
| Wigan            | 1 - 0           | Newcastle Utd   |

## Quarti di Finale
| Squadra 1        | Risultato       | Squadra 2      |
| ---------------- | --------------- | -------------- |
| 20 dicembre 2005 |                 |                |
| Birmingham City  | 1 - 3           | Manchester Utd |
| Middlesbrough    | 0 - 1           | Blackburn      |
| 21 dicembre 2005 |                 |                |
| Doncaster        | 2 - 2 (1-3 dcr) | Arsenal        |
| Wigan            | 2 - 0           | Bolton         |

## Semifinali
| Squadra 1 | Totale      | Squadra 2      | Andata          | Ritorno         |
| --------- | ----------- | -------------- | --------------- | --------------- |
|           |             |                | 10 gennaio 2006 | 24 gennaio 2006 |
| Wigan     | 2 - 2 (gfc) | Arsenal        | 1 - 0           | 1 - 2 (dts)     |
|           |             |                | 11 gennaio 2006 | 25 gennaio 2006 |
| Blackburn | 2 - 3       | Manchester Utd | 1 - 1           | 1 - 2           |

## Finale
| Arbitro: | Alan Wiley |

|                                     |           |  |
| Rooney 33’ 61’ Saha 55’ Ronaldo 59’ | Marcatori |  |

| Manchester Utd | Wigan |

| MANCHESTER UNITED |    |                       |     |
|                   |    |                       |     |
| P                 | 19 | Edwin van der Sar     |     |
| D                 | 2  | Gary Neville (C)      |     |
| D                 | 6  | Wes Brown             | 83’ |
| D                 | 5  | Rio Ferdinand         |     |
| D                 | 27 | Mikaël Silvestre      | 83’ |
| C                 | 7  | Cristiano Ronaldo 60’ | 73’ |
| C                 | 22 | John O'Shea           |     |
| C                 | 11 | Ryan Giggs            |     |
| C                 | 13 | Park Ji-sung          |     |
| A                 | 8  | Wayne Rooney          |     |
| A                 | 9  | Louis Saha            |     |
| A disposizione:   |    |                       |     |
| P                 | 1  | Tim Howard            |     |
| D                 | 3  | Patrice Evra          | 83’ |
| D                 | 15 | Nemanja Vidić         | 83’ |
| C                 | 23 | Kieran Richardson     | 73’ |
| A                 | 10 | Ruud van Nistelrooy   |     |
| Manager:          |    |                       |     |
| Alex Ferguson     |    |                       |     |

| WIGAN ATHLETIC  |    |                    |     |
|                 |    |                    |     |
| P               | 12 | Mike Pollitt       | 14’ |
| D               | 2  | Pascal Chimbonda   |     |
| D               | 16 | Arjan de Zeeuw (C) | 45’ |
| D               | 6  | Stéphane Henchoz   | 62’ |
| D               | 26 | Leighton Baines    |     |
| C               | 21 | Jimmy Bullard      |     |
| C               | 11 | Graham Kavanagh    | 72’ |
| C               | 19 | Paul Scharner      |     |
| C               | 20 | Gary Teale         |     |
| A               | 7  | Henri Camara       |     |
| A               | 30 | Jason Roberts      |     |
| A disposizione: |    |                    |     |
| P               | 1  | John Filan         | 14’ |
| D               | 4  | Matt Jackson       |     |
| C               | 8  | Andreas Johansson  |     |
| C               | 23 | Reto Ziegler       | 72’ |
| A               | 10 | Lee McCulloch      | 62’ |
| Manager:        |    |                    |     |
| Paul Jewell     |    |                    |     |